# شجرة حمراء وسوداء

مثال على شجرة حمراء سوداء

في علوم الكمبيوتر، الشجرة الحمراء والسوداء هي بنية بيانات شجرة بحث ثنائية ذاتية التوازن تتميز بالتخزين السريع واسترجاع المعلومات المنظمة. تحتوي العقد الموجودة في الشجرة ذات اللونين الأحمر والأسود على جزء "لون" إضافي، يتم رسمه غالبًا باللونين الأحمر والأسود، مما يساعد على ضمان أن الشجرة متوازنة دائمًا تقريبًا.
عندما يتم تعديل الشجرة، يتم إعادة ترتيب الشجرة الجديدة وإعادة طلائها لاستعادة خصائص التلوين التي تحد من مدى عدم التوازن الذي يمكن أن تصبح عليه الشجرة في أسوأ الحالات. تم تصميم الخصائص بحيث يمكن تنفيذ عملية إعادة الترتيب وإعادة التلوين بكفاءة.
إن إعادة التوازن ليست مثالية، ولكنها تضمن البحث في {\displaystyle O(\log n)} الوقت، حيث {\displaystyle n} هو عدد الإدخالات في الشجرة. يتم تنفيذ عمليات الإدراج والحذف، إلى جانب إعادة ترتيب الشجرة وإعادة تلوينها، أيضًا {\displaystyle O(\log n)} الوقت.
يتطلب تتبع لون كل عقدة بت واحد فقط من المعلومات لكل عقدة لأنه يوجد لونين فقط (بسبب محاذاة الذاكرة الموجودة في بعض لغات البرمجة، قد يختلف استهلاك الذاكرة الحقيقي). لا تحتوي الشجرة على أي بيانات أخرى محددة كونها شجرة حمراء-سوداء، وبالتالي فإن بصمة الذاكرة الخاصة بها متطابقة تقريبًا مع بصمة شجرة البحث الثنائية الكلاسيكية (غير الملونة). في بعض الحالات، يمكن تخزين المعلومات المضافة دون أي تكلفة إضافية للذاكرة.

## التاريخ
في عام 1972، اخترع رودولف باير بنية بيانات كانت عبارة عن حالة خاصة من الدرجة الرابعة لشجرة B. حافظت هذه الأشجار على جميع المسارات من الجذر إلى الورقة بنفس عدد العقد، مما أدى إلى إنشاء أشجار متوازنة تمامًا. ومع ذلك، فإنها لم تكن أشجار بحث ثنائية. أطلق باير عليهم اسم "شجرة B الثنائية المتماثلة" في ورقته البحثية، وفي وقت لاحق أصبحت شائعة كأشجار 2-3-4 ‏ أو حتى 2-3 أشجار.
في ورقة بحثية عام 1978 بعنوان "إطار ثنائي اللون للأشجار المتوازنة"، استنتج ليونيداس جيه. جويباس وروبرت سيدجويك ‏ الشجرة الحمراء والسوداء من شجرة B الثنائية المتماثلة. تم اختيار اللون "الأحمر" لأنه كان اللون الأفضل مظهرًا الذي أنتجته طابعة الليزر الملونة المتاحة للمؤلفين أثناء العمل في زيروكس بارك. رد آخر من غيباس ينص على أن ذلك كان بسبب الأقلام الحمراء والسوداء المتاحة لهم لرسم الأشجار.
في عام 1993، قدم أرن أندرسون فكرة الشجرة ذات الميل الأيمن لتبسيط عمليات الإدراج والحذف.
في عام 1999، أظهر كريس أوكاساكي ‏ كيفية جعل عملية الإدخال عملية وظيفية بحتة. كانت وظيفة التوازن الخاصة بها بحاجة إلى الاهتمام بأربع حالات غير متوازنة وحالة متوازنة افتراضية واحدة فقط.
استخدمت الخوارزمية الأصلية 8 حالات غير متوازنة، لكن كورمن وآخرون (2001) قلصوا ذلك إلى 6 حالات غير متوازنة. أظهر سيدجويك أن عملية الإدراج يمكن تنفيذها في 46 سطرًا فقط من جافا. في عام 2008، اقترح سيدجويك شجرة حمراء-سوداء ذات ميول يسارية ‏، مستفيدًا من فكرة أندرسون التي قامت بتبسيط عمليات الإدراج والحذف. سمح سيدجويك في البداية بالعقد التي يكون طفليها باللون الأحمر، مما يجعل أشجاره أشبه بـ 2-3-4 أشجار، ولكن في وقت لاحق تمت إضافة هذا القيد، مما يجعل الأشجار الجديدة أشبه بـ 2-3 أشجار. قام سيدجويك بتنفيذ خوارزمية الإدراج في 33 سطرًا فقط، مما أدى إلى تقصير 46 سطرًا من الكود الأصلي بشكل كبير.

## المصطلحات
يتم تعريف العمق الأسود للعقدة على أنه عدد العقد السوداء من الجذر إلى تلك العقدة (أي عدد الأسلاف السود). الارتفاع الأسود لشجرة حمراء-سوداء هو عدد العقد السوداء في أي مسار من الجذر إلى الأوراق، والذي، وفقًا للمتطلب 4، يكون ثابتًا (بدلاً من ذلك، يمكن تعريفه على أنه العمق الأسود لأي عقدة ورقة).:154–165 الارتفاع الأسود للعقدة هو الارتفاع الأسود للشجرة الفرعية التي تتبعها. في هذه المقالة، يجب تعيين الارتفاع الأسود للعقدة الفارغة إلى 0، لأن شجرتها الفرعية فارغة كما يقترح الشكل التوضيحي، وارتفاع شجرتها هو 0 أيضًا.

## الخصائص
بالإضافة إلى المتطلبات المفروضة على شجرة البحث الثنائية، يجب استيفاء المتطلبات التالية بواسطة شجرة حمراء وسوداء:
1. كل عقدة تكون إما حمراء أو سوداء.
2. تعتبر جميع العقد الفارغة سوداء.
3. العقدة الحمراء ليس لها طفل أحمر.
4. كل مسار من عقدة معينة إلى أي من عقد أوراقها يمر عبر نفس عدد العقد السوداء.
5. (الاستنتاج) إذا كان للعقدة N طفل واحد فقط، فيجب أن يكون الطفل باللون الأحمر. إذا كان الطفل أسود اللون، فإن أوراقه ستجلس على عمق أسود مختلف عن عقدة N' null (والتي تعتبر سوداء وفقًا للقاعدة 2)، مما ينتهك المتطلب 4.

يزعم بعض المؤلفين، مثل كورمن وآخرون، أن "الجذر أسود" كمتطلب خامس؛ ولكن ليس ميلهورن وساندرز أو سيدجويك وواين.:432–447 نظرًا لأنه يمكن دائمًا تغيير الجذر من الأحمر إلى الأسود، فإن هذه القاعدة لها تأثير ضئيل على التحليل. تغفل هذه المقالة أيضًا هذه النقطة، لأنها تزعج الخوارزميات التكرارية والإثباتات قليلاً.
على سبيل المثال، كل شجرة ثنائية مثالية تتكون فقط من عقد سوداء هي شجرة حمراء-سوداء.
لا تؤثر عمليات القراءة فقط، مثل البحث أو عبور الشجرة، على أي من المتطلبات. على النقيض من ذلك، فإن عمليات التعديل الإدراج والحذف تحافظ بسهولة على المتطلبات 1 و2، ولكن فيما يتعلق بالمتطلبات الأخرى يجب بذل بعض الجهد الإضافي، لتجنب إدخال انتهاك للمتطلب 3، والذي يسمى انتهاكًا أحمر، أو للمتطلب 4، والذي يسمى انتهاكًا أسود.
تفرض المتطلبات خاصية أساسية للأشجار ذات اللونين الأحمر والأسود: المسار من الجذر إلى أبعد ورقة لا يزيد عن ضعف طول المسار من الجذر إلى أقرب ورقة. النتيجة هي أن الشجرة متوازنة الارتفاع. نظرًا لأن العمليات مثل الإدراج والحذف والبحث عن القيم تتطلب أسوأ وقت يتناسب مع الارتفاع {\displaystyle h} من الشجرة، هذا الحد الأعلى للارتفاع يسمح للأشجار الحمراء والسوداء بأن تكون فعالة في أسوأ الحالات، أي اللوغاريتمية في العدد {\displaystyle n} من الإدخالات، أي {\displaystyle h\in O(\log n)} (خاصية مشتركة بين جميع الأشجار المتوازنة ذاتيا، على سبيل المثال، شجرة إيه في إل أو شجرة B، ولكن ليس أشجار البحث الثنائية العادية). للحصول على دليل رياضي، راجع قسم إثبات الحدود.
تسمح الأشجار الحمراء والسوداء، مثل جميع أشجار البحث الثنائية، بالوصول المتسلسل الفعال (على سبيل المثال، التنقل بالترتيب، أي: بالترتيب من اليسار إلى الجذر إلى اليمين) لعناصرها. لكنها تدعم أيضًا الوصول المباشر الأمثل تقريبًا عبر الانتقال من الجذر إلى الورقة، مما يؤدي إلى {\displaystyle O(\log n)} وقت البحث.

#### الانضمام القائم

initial tree
split I and T
أدخل في الانقسام T
انضم إلى T

#### خطوط الأنابيب

Initial tree
Find insert positions
Stage 1 inserts elements
Stage 1 begins to repair nodes
Stage 2 inserts elements
Stage 2 begins to repair nodes
Stage 3 inserts elements
Stage 3 begins to repair nodes
Stage 3 continues to repair nodes

## تشبيه بالأشجار 2-3-4

الشكل 1: أوجه التشابه بين الأشجار 2-3-4 والأشجار الحمراء والسوداء

تتشابه الأشجار الحمراء والسوداء في بنيتها مع الأشجار 2-3-4، وهي أشجار B من الرتبة 4. في الأشجار 2-3-4، يمكن أن تحتوي كل عقدة على ما بين 1 و3 قيم ويكون لديها ما بين 2 و4 أطفال. تتوافق هذه العقد 2-3-4 مع مجموعات العقد السوداء - الأطفال الحمراء في الأشجار الحمراء-السوداء، كما هو موضح في الشكل 1. إنها ليست مطابقة 1 إلى 1، لأن العقد الثلاث لها تمثيلان متكافئان: الطفل الأحمر قد يكون إما على اليسار أو اليمين. يجعل متغير الشجرة الأحمر والأسود المائل إلى اليسار هذه العلاقة 1 إلى 1 تمامًا، من خلال السماح بتمثيل الطفل الأيسر فقط. نظرًا لأن كل عقدة 2-3-4 لها عقدة سوداء مقابلة، فإن الثابت 4 للأشجار الحمراء والسوداء يعادل القول بأن أوراق شجرة 2-3-4 تقع جميعها على نفس المستوى.
على الرغم من التشابه الهيكلي، فإن العمليات على الأشجار الحمراء والسوداء أكثر اقتصادية من الأشجار B. تتطلب الأشجار B إدارة متجهات ذات أطوال متغيرة، في حين أن الأشجار الحمراء والسوداء هي ببساطة أشجار ثنائية.

## التطبيقات وهياكل البيانات ذات الصلة
توفر الأشجار الحمراء والسوداء أسوأ الضمانات لوقت الإدراج، ووقت الحذف، ووقت البحث. لا يجعلها هذا ذات قيمة في التطبيقات الحساسة للوقت مثل تطبيقات الوقت الفعلي فحسب، بل يجعلها أيضًا لبنات بناء قيمة في هياكل البيانات الأخرى التي توفر ضمانات أسوأ الحالات. على سبيل المثال، تعتمد العديد من هياكل البيانات المستخدمة في الهندسة الحسابية على الأشجار الحمراء والسوداء، ويستخدم جدول عادل تماما ‏ ونداء نظام إيبول لنواة لينكس أشجارًا حمراء وسوداء. شجرة إيه في إل هي بنية أخرى تدعم {\displaystyle O(\log n)} البحث والإدراج والإزالة. يمكن تلوين أشجار إيه في إل باللون الأحمر والأسود، وبالتالي فهي مجموعة فرعية من الأشجار ذات اللون الأحمر والأسود. يبلغ أسوأ ارتفاع لإيه في إل 0.720 مرة أسوأ ارتفاع للأشجار ذات اللون الأحمر والأسود، وبالتالي فإن أشجار إيه في إل متوازنة بشكل أكثر صلابة. توصلت قياسات أداء بن فاف مع حالات اختبار واقعية في 79 جولة إلى أن نسبة إيه في إل إلى RB تتراوح بين 0.677 و1.077، والمتوسط عند 0.947، والمتوسط الهندسي 0.910. يقع أداء أشجار وافل ‏ بين أشجار إيه في إل والأشجار ذات اللون الأحمر والأسود.[بحاجة لمصدر]
تُعد الأشجار الحمراء والسوداء ذات قيمة خاصة أيضًا في البرمجة الوظيفية، حيث تعد واحدة من أكثر هياكل البيانات المستمرة شيوعًا ‏، والتي تُستخدم لبناء المصفوفات والمجموعات الترابطية التي يمكنها الاحتفاظ بالإصدارات السابقة بعد الطفرات. تتطلب النسخة المستمرة من الأشجار ذات اللون الأحمر والأسود {\displaystyle O(\log n)} مساحة لكل إدراج أو حذف، بالإضافة إلى الوقت.
لكل 2-3-4 شجرة ‏، هناك أشجار حمراء-سوداء مقابلة مع عناصر بيانات بنفس الترتيب. إن عمليات الإدراج والحذف في الأشجار 2-3-4 تعادل أيضًا عكس الألوان والدوران في الأشجار الحمراء والسوداء. هذا يجعل الأشجار 2-3-4 أداة مهمة لفهم المنطق وراء الأشجار الحمراء-السوداء، وهذا هو السبب في أن العديد من نصوص الخوارزمية التمهيدية تقدم أشجار 2-3-4 قبل الأشجار الحمراء-السوداء مباشرة، على الرغم من أن أشجار 2-3-4 لا تُستخدم غالبًا في الممارسة العملية.
في عام 2008، قدم سيدجويك نسخة أبسط من شجرة الأحمر والأسود تسمى شجرة الأحمر والأسود ذات الميول اليسارية ‏ من خلال إزالة درجة غير محددة مسبقًا من الحرية في التنفيذ. يحتفظ LLRB بثبات إضافي مفاده أن جميع الروابط الحمراء يجب أن تميل إلى اليسار باستثناء أثناء عمليات الإدراج والحذف. يمكن جعل الأشجار الحمراء والسوداء متساوية القياس إلى 2-3 أشجار ‏، أو 2-3-4 أشجار، لأي تسلسل من العمليات. تم وصف شجرة القياس المتساوي 2-3-4 في عام 1978 بواسطة سيدجويك. مع وجود 2-3-4 أشجار، يتم حل التماثل اللوني عن طريق «انعكاس اللون»، وهو ما يتوافق مع الانقسام، حيث يترك اللون الأحمر لعقدتين تابعتين العقدتين وينتقل إلى العقدة الأصلية.
الوصف الأصلي لشجرة التانجو ‏، وهو نوع من الأشجار المُحسّنة للبحث السريع، يستخدم أشجارًا حمراء وسوداء على وجه التحديد كجزء من بنية بياناتها.
اعتبارًا من Java 8، تم تعديل هاش ماب بحيث يتم استخدام شجرة حمراء-سوداء بدلاً من استخدام القائمة المرتبطة لتخزين عناصر مختلفة ذات أكواد تجزئة متضاربة. ويؤدي هذا إلى تحسين التعقيد الزمني للبحث عن مثل هذا العنصر من {\displaystyle O(m)} ل {\displaystyle O(\log m)} أين {\displaystyle m} هو عدد العناصر ذات التجزئات المتصادمة.

## التنفيذ
لا تتطلب العمليات للقراءة فقط، مثل البحث أو عبور الشجرة، على شجرة حمراء سوداء أي تعديل عن تلك المستخدمة لأشجار البحث الثنائية، لأن كل شجرة حمراء سوداء هي حالة خاصة من شجرة بحث ثنائية بسيطة. ومع ذلك، فإن النتيجة المباشرة للإدراج أو الإزالة قد تنتهك خصائص الشجرة الحمراء والسوداء، والتي تسمى عملية استعادتها بإعادة التوازن بحيث تصبح الأشجار الحمراء والسوداء متوازنة ذاتيا. إن إعادة التوازن (أي تغييرات اللون) لها أسوأ تعقيد زمني {\displaystyle O(\log n)} ومتوسط {\displaystyle O(1)}،:310:158 على الرغم من أن هذه سريعة جدًا في الممارسة العملية. بالإضافة إلى ذلك، لا تستغرق عملية إعادة التوازن أكثر من ثلاث دورات للشجرة (اثنتان للإدراج).
هذا مثال لتطبيق الإدراج والإزالة في لغة C. فيما يلي هياكل البيانات ودالة المساعدة rotate_subtree المستخدمة في أمثلة الإدراج والإزالة.

الدوران إلى اليسار و
الدوران إلى اليمين، متحرك.

```
enum
 
Color
 
{
 
BLACK
,
 
RED
 
};

enum
 
Dir
 
{
 
LEFT
,
 
RIGHT
 
};

// red-black tree node

struct
 
Node
 
{

	
struct
 
Node
 
*
parent
;
 
// null for the root node

	
union
 
{

		
// Union so we can use ->left/->right or ->child[0]/->child[1]

		
struct
 
{

			
struct
 
Node
 
*
left
;

			
struct
 
Node
 
*
right
;

		
};

		
struct
 
Node
 
*
child
[
2
]
؛

	
};

	
enum
 
Color
 
color
;

	
int
 
key
;

};

struct
 
Tree
 
{

	
struct
 
Node
 
*
root
;

};

## إثبات الحدود

الشكل 2: أشجار حمراء-سوداء RB _{h} بارتفاعات h =1،2،3،4،5،كل منها مع الحد الأدنى من الرقم 1،2،4،6 على التوالي. 10 من العقد.

#define DIRECTION(N) (N == N->parent->right ? RIGHT : LEFT)

struct
 
Node
 
*
rotate_subtree
(
struct
 
Tree
 
*
tree
,
 
struct
 
Node
 
*
sub
,
 
enum
 
Dir
 
dir
)
 
{

	
struct
 
Node
 
*
sub_parent
 
=
 
sub
->
parent
;

	
struct
 
Node
 
*
new_root
 
=
 
sub
->
child
[
1
 
-
 
dir
]
؛
 
// 1 - dir is the opposite direction

	
struct
 
Node
 
*
new_child
 
=
 
new_root
->
child
[
dir
]
؛

	
sub
->
child
[
1
 
-
 
dir
]
 
=
 
new_child
;

	
if
 
(
new_child
)
 
new_child
->
parent
 
=
 
sub
;

	
new_root
->
child
[
dir
]
 
=
 
sub
;

	
new_root
->
parent
 
=
 
sub_parent
;

	
sub
->
parent
 
=
 
new_root
;

	
if
 
(
sub_parent
)

		
sub_parent
->
child
[
sub
 
==
 
sub_parent
->
right
]
 
=
 
new_root
;

	
else

		
tree
->
root
 
=
 
new_root
;

	
return
 
new_root
;

}

```